# اتحاد الصيادلة العرب
اتحاد الصيادلة العرب هو تجمع لاتحاد النقابات والجمعيات الصيدلة في الدول العربية، تأسس في القاهرة سنة 1945 وفي مدينة القدس أبريل 1966، اتخذت القدس مقراً دائماً لاتحاد الصيادلة العرب وتم وضع النظام الأساسي لهذا الاتحاد الذي يهدف إلى رفع مهنة الصيدلة العربية عالمياً والاهتمام بالصيدلاني العربي، والدفاع عن الوطن العربي وقضاياه الإستراتيجية سواء من أمن قومى دوائى أو محاربة التخلف والمرض 

## روابط خارجية
- الموقع الرسمي